# Лора Инголс Уайлдър
Лора Инголс Уайлдър (на английски: Laura Ingalls Wilder) е американска писателка, авторка на мемоари и книги за деца, публикувани в периода 1932 – 1943 г. базирани на нейното детство като заселник в пионерско семейство.

## Биография и творчество
Лора Елизабет Инголс Уайлдър е родена на 7 февруари 1867 г. в окръг Пепин, Уисконсин, САЩ, второто от пет деца, в семейството на Чарлз Инголс и Каролайн Куинър. Когато е 2-годишна семейството се премества през 1869 г. от Уисконсин, първоначално в Ротвил, Мисури, а после се устанвяват в индианския резерват близо до Индепендънс, Канзас. Там се ражда по-малката ѝ сестра Кари през август 1870 г. Заради слухове, че белите заселници ще бъдат изгонени от мястото, което заемат в резервата, те напускат през пролетта на 1871 г. Връщат се в Уисконсин, където живеят през следващите три години. Тези преживявания на писателката са в основата на романите ѝ „Малка къща в гората“ (1932) и началото на „Малка къща в прерията“ (1935).
През 1874 г. семейство Инголс се премества в район близо до Уолнат Гроув, Минесота, като се установява в землянка на брега на малката река Плъм Крийк. Животът ѝ там е описан в книгата ѝ „On the Banks of Plum Creek“ (На брега на Плъм Крийк) от 1937 г. Живее за кратко със семейството на чичо си Питър Инголс, първо в Уисконсин, а след това на наета земя близо до Лейк Сити, Минесота. В продължение на две лета не успяват да получат добра реколта и се преместват в Айова, като остават временно пруз 1876 г. във фермата на Питър Инголс близо до Соут Трой, Минесота, а после семейството помага при управлението на хотел в Бър Оук, Айова. През 1878 г. семейството се премества от Бър Оук в Уолнът Гроув, Минесота, където Чарлз Инголс работи като градски месар и мирови съдия. През пролетта на 1879 г. Чарлз Инголс започва работа в железопътия транспорт, което го отвежда в Източна Дакота, където севейството се премества при него през есента. Своите преживявания писателката описва в книгата си „By the Shores of Silver Lake“ (Край бреговете на Сребърното езеро) от 1939 г.
Баща ѝ подава документи за официално имение (ферма върху държавна земя) през зимата на 1879 – 1880 г. в Де Смет, Южна Дакота, което става дом до края на живота им. Зимата на 1879 – 1880 г. е мека, но следващата зима 1880 – 1881 г. е една от най-суровите регистрирани в Дакота. Тя е описана от Лора Инголс в романа ѝ „The Long Winter“ (Дългата зима) от 1940 г. След установяване на семейството в Де Смет, градче, което бързо се разраства, тя посещава училище и работи на няколко места на непълно работно време. Сприятелява се с фермера Алманзо Уайлдър. Това време от живота ѝ е описан в романите ѝ „Little Town on the Prairie“ (Малкият град в прерията) от 1941 г. и „These Happy Golden Years“ (Тези щастливи златни години) от 1943 г.
На 10 декември 1882 г., два месеца преди 16-ия си рожден ден, Лора Инголс започва работа като учителка, за да подпомага финансово семейството. В периода 1883 – 1885 г. преподава, като едновременно работи за местната шивачка и посещава гимназия, която не завършва.
На 25 август 1885 г. в Де Смет се омъжва за 28-годишния Алманзо Уайлдър, с който живеят в нов дом, северно от Де Смет. На 5 декември 1886 г. Уайлдър ражда дъщеря си Роуз. Първите им няколко години брак са трудни. Съпругът ѝ се разболява от дифтерия, което го оставя с лека парализа до края на живота му. Семейството се сблъсква с поредица от нещастни събития, които включват смъртта на новородения им син през 1889 г., унищожаването на плевнята им заедно със сеното и зърното от мистериозен пожар, пълната загуба на дома им от пожар, и няколко години тежка суша, което ги оставя в дългове и лошо здраве. Тези трудни години са описани в романа ѝ „The First Four Years“ (Първите четири години) от 1971 г. Около 1890 г. те напускат Де Смет и прекарват около година дома на родителите на Алманзо във фермата им в Спринг Вали, Минесота. После се преместват в Уествил, Флорида, в търсене на климат за подобряване на здравето на Алманзо. Влажният климат обаче не е му понася и те се връщат в Де Смет през 1892 г., където купуват малък дом.
През 1894 г. семейство Уайлдър се премества Мансфийлд, Мисури, и използва спестяванията си, за да направи първоначалната вноска за незастроен имот извън града. Наричат мястото Ферма „Роки Ридж“ и се установяван в порутена дървена колиба. Първоначално печелят от дърва за огрев, а после от засадената от тях ябълкова градина. Родителите на Алманзо им вземат къща в града, която те продават през 1910 г. и се преместват във фермата, където с приходите завършват къщата си с 10 стаи. Фермата е разширена от 16 хектара на 81 хектара и става сравнително просперираща ферма за домашни птици, млечни продукти и плодове. Лора Уайлдър става активен участник в няколко регионални асоциации на фермерите и авторитет в птицевъдството и селския живот.
През 1911 г. получава покана за изпращане на статия до „Missouri Ruralist“, след което тя става постоянен колумнист на рубриката „As a Farm Woman Thinks“ и редактор в изданието до средата на 1920-те години. Също така тя заема платена позиция в местната асоциация за земеделски заем, отпускайки малки заеми на местни фермери. Двойката никога не е била богата, докато книгите от поредицата „Малката къща“ не започват да придобиват популярност, земеделската дейност и доходите на Уайлдър от писане и Асоциацията за заем на фермери им осигуряват стабилен живот.
Крахът на борсата и фондовия пазар от 1929 г. опустошават интестициите на семейството, включително тези на дъщеря ѝ Роуз Лейн, която става успешна писателка. През 1930 г. Лора Уайлдър пише мемоари за собствената си история със загланието „Pioneer Girl“. По съвет на издателя на Лейн тя значително разширява историята и, след редактиране и сътрудничество с Роуз Лейн, през 1932 г. е издадена първата книга от поредицата „Малката къща“ – „Малка къща в гората“. След успеха на книгата продължава да пише. Сътрудничеството ѝ с Лейн продължава лично до 1935 г., когато Лейн окончателно напуска фермата „Роки Ридж“, а след това и чрез кореспонденция.
В следващите години семейство Уайлдър живее във фермата и я поддържа, като също приема фенове, които искат да се сращнат с авторката на „Малката къща“. Алманзо умира през 1949 г. на 92-годишна възраст. Лора Уайлдър остава във фермата и през следващите осем години тя живее сама, гледана от кръг от съседи и приятели, продължавайки да води активна кореспонденция със своите редактори, фенове и приятели.
През есента на 1956 г. 89-годишната Уайлдър се разболява тежко от недиагностициран диабет и сърдечни проблеми. Лора Инголс Уайлдър умира на 10 февруари 1957 г. в Мансфийлд, Мисури. Погребана е в гробището в Мансфийлд до съпруга си. Дъщеря им Роуз Лейн е погребан до тях след смъртта ѝ през 1968 г.
След смъртта на Лора Инголс Уайлдър, притежанието на фермата „Роки Ридж“ преминава към фермера, който по-рано е купил имота под договор за доживотен лизинг. Местното население организира дружество с нестопанска цел, за да закупи къщата и територията ѝ за използване като музей. Със съдействието и финансовата помощ на Роуз Лейн къщата е закупена и превърната в музей, като Роуз Лейн дарява много от вещите на родителите си.
През 1970-те и началото на 1980-те години, е направен телевизионният сериал „Малка къща в прерията“, който е свободно базиран на книгите от поредицата „Малката къща“ и е с участието на Мелиса Гилбърт като Лора и Майкъл Ландън като баща ѝ Чарлз Инголс.
Заради популярността на произведенията на Лора Инголс Уайлдър и телевизионния сериал са направени мемориални музеи в Пепин, Уисконсин, в Уолнът Гроув, Минесота, в Бър Оук, Айова, в Индепендънс, Канзас, и в Де Смет, Южна Дакота.
През 2014 г. „South Dakota Historical Society Press“ издава книгата „Pioneer Girl: The Annotated Autobiography“, която включва първоначалния опит на Лора Уайлдър (1929 – 1930) да запише мемоари за живота си. Тя и дъщеря ѝ опитват безуспешно да го публикуват, тъй като текстът включва насилствени и разстройващи инциденти, пропуснати в историите, с които тя става известна. Нейната кореспонденция в периода 1894 – 1956 г. е публикувана през 2016 г. като „The Selected Letters of Laura Ingalls Wilder“.

## Произведения

### Серия „Малката къща“ (Little House)
1. Little House in the Big Woods (1932)[1][2]
Малка къща в гората, изд. „Пан“ (1999), прев. Правда Игнатова
2. Farmer Boy (1933)
3. Little House on the Prairie (1935)
Малка къща в прерията, изд. „Съвременник“ (1993), прев. Огняна Иванова[7]
4. On the Banks of Plum Creek (1937)
5. By the Shores of Silver Lake (1939)
6. The Long Winter (1940)
7. Little Town on the Prairie (1941)
8. These Happy Golden Years (1943)[6]
9. The First Four Years (1971)

- A Little House Christmas (1994) – разкази

### Сборници
- Laura Ingalls Wilder's Fairy Poems (1997) – поезия[1]

### Документалистика
- On the Way Home (1962)[1]
- West from Home (1974)
- Little House in the Ozarks (1991)
- Pioneer Girl: The Annotated Autobiography (2014)
- The Selected Letters of Laura Ingalls Wilder (2016)

### Екранизации
- 1975 Sôgen no shôjô Laura – тв сериал
- 1979 Little House Years – тв филм
- 1966 – 1981 Jackanory – тв сериал, 23 епизода
- 1974 – 1983 Малка къща в прерията, Little House – тв сериал, 204 епизода
- 1983 Little House: Look Back to Yesterday – тв филм
- 1984 Little House: The Last Farewell – тв филм
- 1984 Little House: Bless All the Dear Children – тв филм
- 2005 Little House on the Prairie – тв сериал, 6 епизода
- 2008 Almanzo Wilder: Life Before Laura – документален